# Erdődy

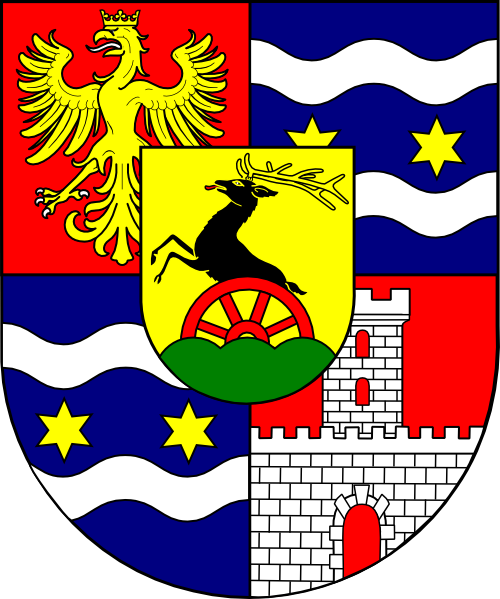
Familjen Erdődys vapen

Erdődy (även Erdödy, Erdődi) var ursprungligen en ungersk adelsätt med rötter i det historiska området Szatmár i Kungariket Ungern, idag del av provinsen Szabolcs-Szatmár-Bereg i dagens Ungern. Släktens medlemmar tilldelades titeln greve under den habsburgska monarkin och deras domäner sträckte sig över stora delar av det medeltida kungariket Ungern som då även omfattade kungariket Kroatien. 
Släkten hade stora egendomar i Kroatien och Slavonien och kom med tiden att spela en stor roll i Kroatiens politiska, militära och ekonomiska liv. Sju av Kroatiens baner kom från ätten Erdődy.